# Franziskaner-Klosterkirche Peter und Paul

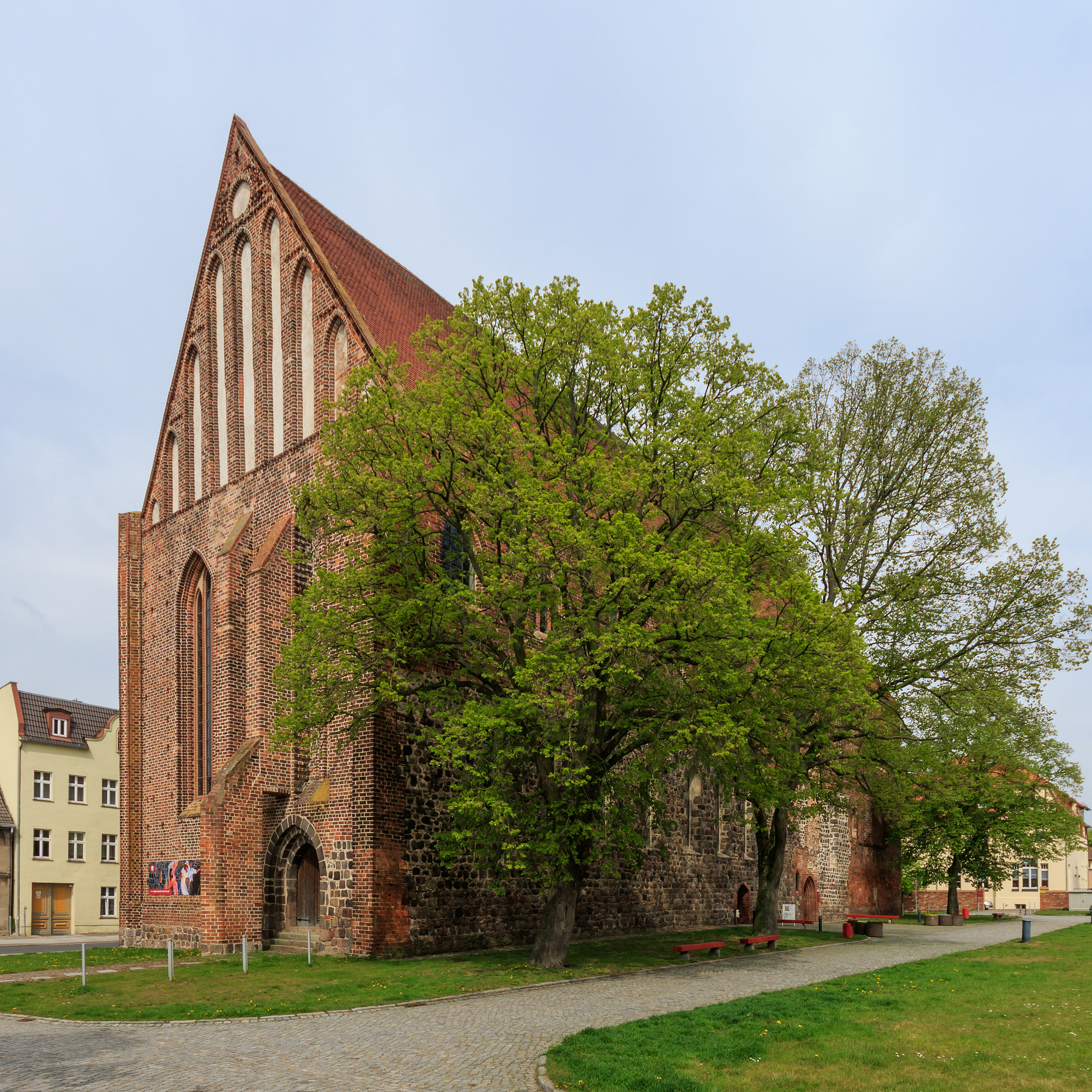
Franziskaner-Klosterkirche in Angermünde

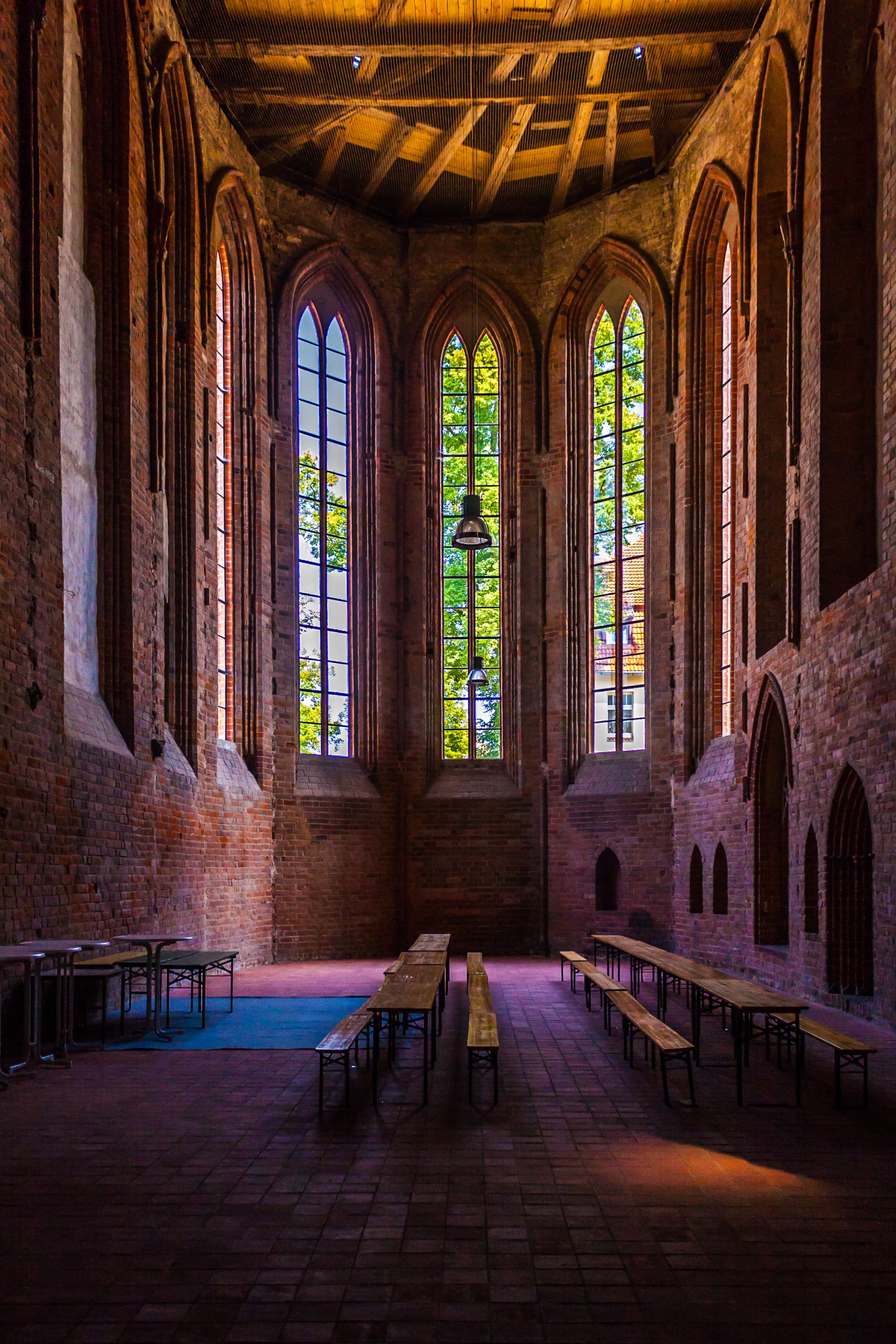
Chor der Klosterkirche Angermünde

Die ehemalige Klosterkirche Peter und Paul des 1543 säkularisierten Franziskaner-Klosters in Angermünde ist ein Bauwerk der Backsteingotik, das mittlerweile als Veranstaltungsraum dient. Sie ist als Nr. 09130263 in die Liste der Denkmale in Brandenburg eingetragen.

## Geschichte von Kirche und Kloster

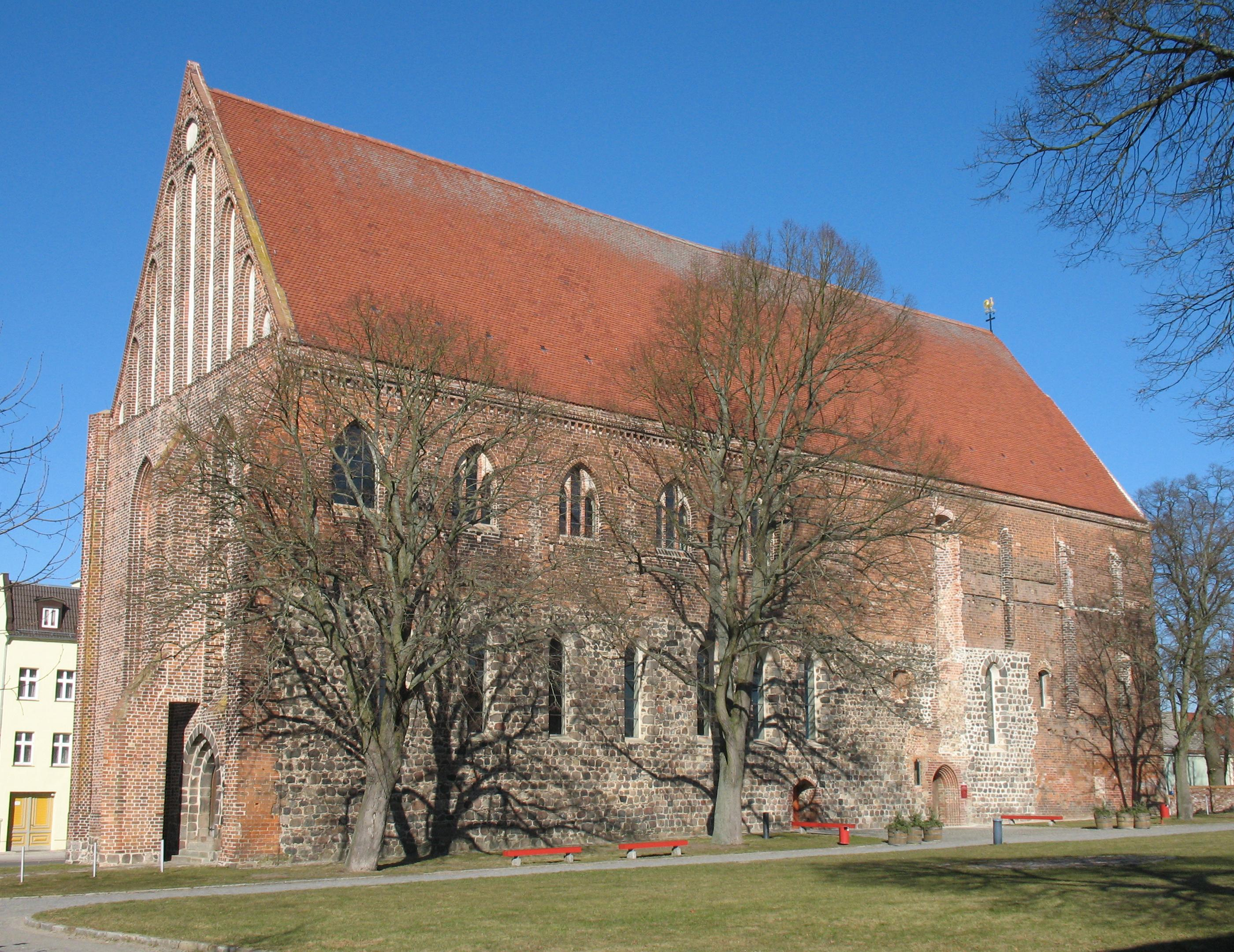
Franziskaner-Klosterkirche (Südseite) – die Konturen des ältesten Gebäudes aus Granitquadern sind erkennbar

Der 1210 gegründete Franziskanerorden breitete sich im 13. Jahrhundert in Deutschland schnell bis zur Ostsee aus und bevorzugte für seine Niederlassungen die Städte. Um 1250 wurden Klöster in Berlin und Stettin gegründet. Um diese Zeit ließen sich die Franziskaner auch in Angermünde nieder, das 1254 die Stadtrechte erhalten hatte. Das Kloster – nach der Farbe des Ordenshabits der Franziskaner das „Grawe Kloster“ genannt – wurde um 1260 vermutlich vom askanischen Markgrafen Johann I. gegründet. Es gehörte zur Kustodie Stettin der Sächsischen Franziskanerprovinz (Saxonia) und lag im Bistum Brandenburg. 1299 wurde es erstmals urkundlich erwähnt. In diesem Jahr tagte dort, wie im 14. Jahrhundert noch mehrfach, ein Provinzkapitel der Saxonia, so dass das Kloster eine gewisse Größe gehabt haben muss.
Die im 13. Jahrhundert entstandene Kirche war ursprünglich ein einschiffiger Granitquaderbau. Ab etwa 1300 wurde sie durch nördlichen Anbau zu einem langgestreckten Backsteinbau mit zwei ungleich breiten Schiffen erweitert. Langhaus und Chor sind durch einen Lettner aus Backstein getrennt. Die Hölzer des nie zerstörten Dachstuhls wurden dendrochronologisch auf die Zeit um 1440 datiert, was auf eine Erbauungszeit des Daches Anfang des 15. Jahrhunderts schließen lässt. Die Kirche diente mehreren märkischen Adelsfamilien als Grablege.
In den Auseinandersetzungen um die Armutsfrage im Franziskanerorden im 15. Jahrhundert schlossen sich die Angermünder Franziskaner der strengeren Richtung an. Der Reformation, die ab 1539 durch Kurfürst Joachim II. in Brandenburg eingeführt wurde, leisteten sie lange Widerstand. Noch 1556 hatte der Provinzial der Sächsischen Franziskanerprovinz seinen Sitz im Kloster in Angermünde. Im selben Jahr mussten die letzten Franziskaner das Kloster verlassen, und der Kurfürst gab das Kloster an Hans Flanß, Hauptmann von Beelitz, der es 1567 für 1000 Reichstaler an die Stadt Angermünde verkaufte.
Kirche und Kloster verfielen. Mit Ansiedlung der Hugenotten in der Uckermark wurde die Kirche wiederhergestellt und von 1699 bis 1788 teilweise als Reformierte Kirche genutzt.
Der Chor diente bereits ab 1725 dem Militär als Magazin. Der Abbruch des südlich anschließenden Klosters mit zwei Kreuzgängen wurde 1767 durch den Magistrat der Stadt veranlasst; die Steine verwertete man beim Bau einer Fabrik am Schwedter Tor. Der Abbruch der Kirchengewölbe erfolgte 1825. Im weiteren Verlauf des 19. Jahrhunderts begannen erneute Erhaltungsarbeiten, veranlasst durch König Friedrich Wilhelm IV. Auch in der Zeit des Nationalsozialismus fanden Restaurierungsarbeiten statt. Nach der deutschen Wiedervereinigung wurde die Klosterkirche zur Veranstaltungshalle umgenutzt.
Seit 2021 darf das Gebäude aufgrund gravierender Bauschäden nicht mehr betreten werden.